# Крістофер Ебботт
Крістофер Джейкоб Ебботт (англ. Christopher Jacob Abbott; нар. 10 лютого 1986) — американський актор.

## Ранні роки
Ебботт народився в Гринуїчі, штат Коннектикут, і ріс у Стамфорді. Він має сестру. Ебботт має італійське та португальське коріння. Він відвідував Громадський коледж Норуолка, перш ніж розпочав навчання у студії Герберта Бергхофа в Нью-Йорку.

## Кар'єра
Еббот починав акторську кар'єру з ролей в постановках «Хороші хлопчики і правда», «Обличчям» і «Це обличчя», після чого мав гостьові ролі в серіалах «Сестра Джекі» і «Закон і порядок: Злочинний намір». У 2011 році він дебютував на великому екрані за участю у фільмі Шона Дуркіна «Марта, Марсі Мей, Марлен», спільно з акторським складом якого було номіновано на премію «Готем». У тому ж році він дебютував на Бродвеї за участю у п'єсі «Будинок блакитного листя».
У 2012 році Ебботт виконав ролі у фільмах «Привіт, мені пора» та «Машина мистецтва», а з 2012 по 2013 також мав повторювану роль у серіалі HBO «Дівчата», після чого повернувся до театру з роллю в п'єсі «Де ми народилися» і мав гостьову роль одному з епізодів серіалу «Просвітлена». У 2014 році він мав ролі у фільмах «Лунатик» Бреді Корбета та «Найжорстокіший рік» Джей Сі Чендора.
У 2015 році Еботт отримав позитивні відгуки критиків за роль у незалежній драмі «Джеймс Уайт», за яку був номінований на премії «Готем» та «Незалежний дух». 2017 року він виконав одну з головних ролей у фільмі «Воно приходить уночі», а також мав постійну роль у першому сезоні серіалу «Грішниця».
У 2018 році він мав ролі у фільмах «Тайрел», «Пірсинг», «Перша людина» та «Голос люкс», а у 2019 році виконав головну роль у міні-серіалі Hulu «Пастка-22», екранізації однойменного роману Джозефа Хеллера, який приніс йому номінації на премії «Золотий глобус» та «Вибір телевізійних критиків». 2020 року знявся в фільмі «У чужій шкурі».